# Liste der denkmalgeschützten Objekte in Leopoldov
Die Liste der denkmalgeschützten Objekte in Leopoldov enthält die 14 nach slowakischen Denkmalschutzvorschriften geschützten Objekte in der Gemeinde Leopoldov im Okres Hlohovec.

## Denkmäler
| Foto |                 | Denkmal / č. ÚZPF                                     | Standort / Konskr. Nr.                                | Offizielle Beschreibung                          | Beschreibung                                                        | Metadaten                                                                        |
| ---- | --------------- | ----------------------------------------------------- | ----------------------------------------------------- | ------------------------------------------------ | ------------------------------------------------------------------- | -------------------------------------------------------------------------------- |
| ja   | Datei hochladen | Festungsbastion mit einem Tor(sk) ObjektID: 203-928/1 | Standort KG: Leopoldov Konskr.Nr.:                    | šance-40,Z brána-32,V brána-4                    | ?-40,? Tor-32, das Tor-4                                            | č. NKP: 203-928/1 Stand des NKP: 2012-02-08 Name: OPEVNENIE BASTIÓNOVÉ S BRÁNAMI |
| BW   | Datei hochladen | Herrschaftsgebäude(sk) ObjektID: 203-928/2            | Standort KG: Leopoldov Konskr.Nr.:                    | chodbová,solitér;obj.č.10,škol.stredisko,riadit  | Durchgang, einzelnes Haus, Objekt Nr. 10, Bildungszentrum, Leitung  | č. NKP: 203-928/2 Stand des NKP: 2012-02-08 Name: BUDOVA VELITEĽSKÁ              |
|      | Datei hochladen | Krankenhaus(sk) ObjektID: 203-928/3                   | KG: Leopoldov Konskr.Nr.:                             | chodbový,solitér;obj.č.18,ubytovňa,nemocnica     | Durchgang, einzelnes Haus, Objekt Nr. 18, Unterkunft, Krankenhaus   | č. NKP: 203-928/3 Stand des NKP: 2012-02-08 Name: ŠPITÁL                         |
|      | Datei hochladen | Gefängnis I(sk) ObjektID: 203-928/4                   | KG: Leopoldov Konskr.Nr.:                             | chodbová,solitér;obj.č.20,Hrad,stará samoväzba   | Durchgang, einzelnes Haus, Objekt Nr. 20, Burg, alter Einzelhaftbau | č. NKP: 203-928/4 Stand des NKP: 2012-02-08 Name: VÄZNICA I.                     |
|      | Datei hochladen | Gefängnis II(sk) ObjektID: 203-928/5                  | KG: Leopoldov Konskr.Nr.:                             | chodbová,solitér;objekt č.14,ubytovňa 5.oddiel   | Durchgang, einzelnes Haus, Objekt Nr. 14, Unterkunft 5. Abschnitt   | č. NKP: 203-928/5 Stand des NKP: 2012-02-08 Name: VÄZNICA II.                    |
|      | Datei hochladen | Wäscherei(sk) ObjektID: 203-928/6                     | KG: Leopoldov Konskr.Nr.:                             | chodbová,solitér;objekt č.16,dielne              | Durchgang, einzelnes Haus, Objekt Nr. 16, Werkstatt                 | č. NKP: 203-928/6 Stand des NKP: 2012-02-08 Name: PRÁČOVŇA                       |
|      | Datei hochladen | Gefängnis III(sk) ObjektID: 203-928/7                 | KG: Leopoldov Konskr.Nr.:                             | pavlačová,solitér;objekt č.19,väzba,nové samotky | Vorbau, einzelnes Haus, Objekt Nr. 19, neuer Einzelhaftbau          | č. NKP: 203-928/7 Stand des NKP: 2012-02-08 Name: VÄZNICA III.                   |
| BW   | Datei hochladen | Straßenbrücke(sk) ObjektID: 203-929/0                 | Gucmanova ul. Standort KG: Leopoldov Konskr.Nr.:      | tehlový;most na Trulaskach                       | Ziegel; Brücke bei ?                                                | č. NKP: 203-929/0 Stand des NKP: 2012-02-08 Name: MOST CESTNÝ                    |
| ja   | Datei hochladen | Gepäckabfertigung I(sk) ObjektID: 203-11394/1         | Nádražná ul.13 Standort KG: Leopoldov Konskr.Nr.: 534 | železničná;Nová stanica                          | Eisenbahn; Die neue Station                                         | č. NKP: 203-11394/1 Stand des NKP: 2012-02-08 Name: BUDOVA VÝPRAVNÁ I.           |
| BW   | Datei hochladen | Gepäckabfertigung II(sk) ObjektID: 203-11394/2        | Nádražná ul.15 Standort KG: Leopoldov Konskr.Nr.: 533 | železničná;Stará stanica                         | Der alte Bahnhof                                                    | č. NKP: 203-11394/2 Stand des NKP: 2012-02-08 Name: BUDOVA VÝPRAVNÁ II.          |
|      | Datei hochladen | Pranger(sk) ObjektID: 203-930/0                       | Nám.sv.Ignáca KG: Leopoldov Konskr.Nr.:               | kameň;pilierový pranier                          | Säulenpranger                                                       | č. NKP: 203-930/0 Stand des NKP: 2012-02-08 Name: PRANIER                        |
| BW   | Datei hochladen | Säule mit Sockel(sk) ObjektID: 203-931/1              | Sv.Ignáca nám. Standort KG: Leopoldov Konskr.Nr.:     | valcový;                                         | zylindrisch                                                         | č. NKP: 203-931/1 Stand des NKP: 2012-02-08 Name: STĹP S PODSTAVCOM              |
| BW   | Datei hochladen | Statue(sk) ObjektID: 203-931/2                        | Sv.Ignáca nám. Standort KG: Leopoldov Konskr.Nr.:     | Panna Mária s dieťaťom;Madona                    | Jungfrau Maria mit Kind, Madonna                                    | č. NKP: 203-931/2 Stand des NKP: 2012-02-08 Name: SOCHA                          |
|      | Datei hochladen | Balustrade(sk) ObjektID: 203-931/3                    | Sv.Ignáca nám. KG: Leopoldov Konskr.Nr.:              | kamenná;                                         | aus Stein                                                           | č. NKP: 203-931/3 Stand des NKP: 2012-02-08 Name: BALUSTRÁDA                     |

## Legende
Die Tabelle enthält im Einzelnen folgende Informationen:
| Foto:                    | Fotografie des Denkmals. |
| Denkmal / č. ÚZPF:       | Die Übersetzung der Bezeichnung des Denkmals, wie sie vom Slowakischen Denkmalamt (Pamiatkový úrad Slovenskej republiky) verwendet wird. Die Originalbezeichnung ist unter dem Fragezeichen angegeben. Fehlt die Übersetzung, so wird die Originalbezeichnung direkt angezeigt. Weiters ist die Objekt-Identifikationsnummer (Objekt ID) angeführt. Sie ist die offizielle, in der Slowakei eindeutige Nummer č. ÚZPF inklusive der zugehörigen Zählnummer, wie sie in den Daten des Denkmalamtes angegeben wird. Da diese nur innerhalb eines Landkreises gezählt wird, ist dessen Nummer der Denkmalnummer vorangestellt. |
| Standort:                | Wenn in der Liste vorhanden, ist die Adresse angegeben. In Klammern kann sich noch eine zusätzliche Adresse befinden, wenn es beispielsweise ein Eckhaus ist. Bei freistehenden Objekten ohne Adresse (zum Beispiel bei Bildstöcken) ist eine Adresse angegeben, die in der Nähe des Objekts liegt. Durch Aufruf des Links Standort wird die Lage des Denkmals in verschiedenen Kartenprojekten angezeigt. Darunter sind die Katastralgemeinde (KG) und, wenn vorhanden, die Konskriptionsnummer (Konskr. Nr.) angegeben.                                                                                                   |
| Offizielle Beschreibung: | Es ist die Kurzbeschreibung auf Slowakisch, wie sie in den offiziellen Listen angegeben ist, eingetragen. |
| Beschreibung:            | Kurze Angaben zum Denkmal auf Deutsch. |
| Metadaten:               | Zusätzlich werden, wenn in den persönlichen Einstellungen das Helferlein Dauerhaftes Einblenden von Metadaten aktiviert ist, ebensolche angezeigt. |

- Karte mit allen Koordinaten:
- OSM |
- WikiMap